# Ordine di Barbados
L'Ordine di Barbados è un'onorificenza conferita dal governo di Barbados.

## Storia
L'Ordine venne fondato dalla regina Elisabetta II del Regno Unito, la quale era anche sovrana di Barbados, il 27 luglio 1980 e concesso per la prima volta nel novembre di quello stesso anno.
L'Ordine venne concesso a quanti avessero conseguito particolari meriti verso lo stato di Barbados o verso l'umanità intera.
Quest'ordine viene concesso ex officio anche al Governatore Generale di Barbados, che agisce in vece della regina.

## Gradi
L'Ordine di Barbados consta dei seguenti gradi di benemerenza:
- Cavaliere/Dama di Sant'Andrea
- Compagno d'Onore
- Corona d'oro di merito
- Corona d'argento di merito
- Decorazione di servizio con stella
- Decorazione di servizio